# Microregione di Itaituba
La Microregione di Itaituba è una microregione dello Stato del Pará in Brasile, appartenente alla mesoregione di Sudoeste Paraense.

## Comuni
Comprende 6 comuni:
- Aveiro
- Itaituba
- Jacareacanga
- Novo Progresso
- Rurópolis
- Trairão